# 南結衣
南 結衣（みなみ ゆい、1990年8月5日 - ）は、日本のローカルタレント、元グラビアアイドルである。本名：大迫 沙綾（おおさこ さあや）、旧姓：小倉（おぐら）。
埼玉県出身、元所属事務所はJMO。愛称は「ゆいゆい」。流通経済大学社会学部卒業。

## 来歴
高校時代から豊かな乳房を武器にしたグラビアアイドルとして活躍。
2007年、ヤングジャンプ『制コレGP』に出場したが、ファイナル進出はならなかった。同年9月11日、芸能人女子フットサルチーム「南葛シューターズ」に正式に入団。背番号は「12」。チーム最年少でかつ唯一の平成生まれ。これまでもチームに練習生として参加していた。ポジションはサッカーでいうところのFWであるピボであり、持ち前の運動神経と豊富な運動量を活かして要所要所で貴重な得点を挙げている。
2010年8月18日より、女性3人組の歌手グループ「SHAKE」に加入し、歌手活動を行っていた。
2014年11月1日にプロサッカー選手の大迫希と結婚。その後大迫がヴェルスパ大分に移籍したこともあり、現在は大分県に移住している。

## 人物
兄が2人おり、そのうち長兄（6歳上）は東洋大学出身だった。なお、次兄は自身と同じく、流通経済大学の卒業生である。
中学のときから、胸が急激に大きくなり始めた。
目標はほしのあき。グラビアもできる限り続け、バラエティ番組への進出にも意欲的であった。
「ぐーたま」2代目司会。
フットサル大会・Do!シロートで、味の素スタジアム大会の大会マネージャーを務めている。
鹿島アントラーズのサポーターであり、スタジアムまで熱心に足を運んで観戦している。
2014年11月1日に大迫希と結婚。2017年1月17日、第1子女児を出産。

## 出演

### テレビ
- シックスハンターII 〜最強魂への道のり〜（2010年1月9日 - 2012年、テレビ愛知）
- ぐ〜たま（2010年 - 2011年、ジェイコム）
- ステキ＋LIFE（2011年 - 2012年、ジェイコム）
- ジモトピ杉並（2012年4月 - 2014年3月、ジェイコム）

### DVD
- Pure Smile（2006年9月8日、竹書房）
- Natural Girl（2007年1月24日、イーネット・フロンティア）
- Sixteen Journey（2007年6月25日、GPミュージアムソフト）
- Yui Flover（2007年9月28日、FOR SIDE CUTIE）
- Angel Kiss Cawa Yu-i（2008年1月24日、Trico）
- 恋するゆいゆい（2008年3月20日、ラインコミュニケーションズ）
- Yui Vacation（2008年6月25日、ゴマブックス）
- South Island～南の楽園～（2008年10月17日、フォーサイド）
- CARA（2009年3月27日）
- Lively Step（2009年11月20日、イーネット・フロンティア）
- みすど mis*dol 南結衣（2010年4月16日、@misty）

### PV
- 石野田奈津代 「春空-ハルソラ-」（2009年）

### 舞台
- I2〜8月の桜の下で〜（2003年3月）

### 携帯サイト
- アイドルがイッパイ （アイパイ）

### WEBサイト
- みすど mis*dol 南結衣＠mistyグラビア第1弾〜第3弾（@misty）